# کیمبرو (آلاباما)
کیمبرو (به انگلیسی: Kimbrough) یک منطقهٔ مسکونی در ایالات متحده آمریکا است که در شهرستان ویلکاکس، آلاباما واقع شده‌است. کیمبرو ۲۸٫۰۴ متر بالاتر از سطح دریا واقع شده‌است.